# St. Georgii (Kelbra)

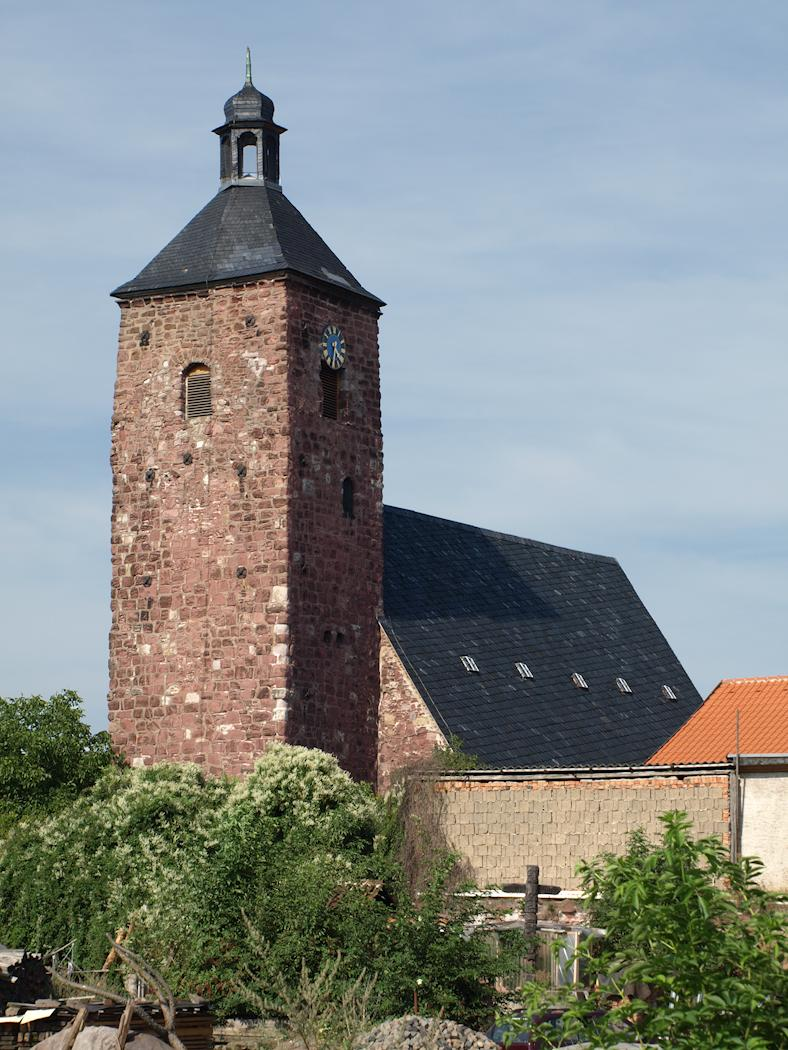
Die Kirche

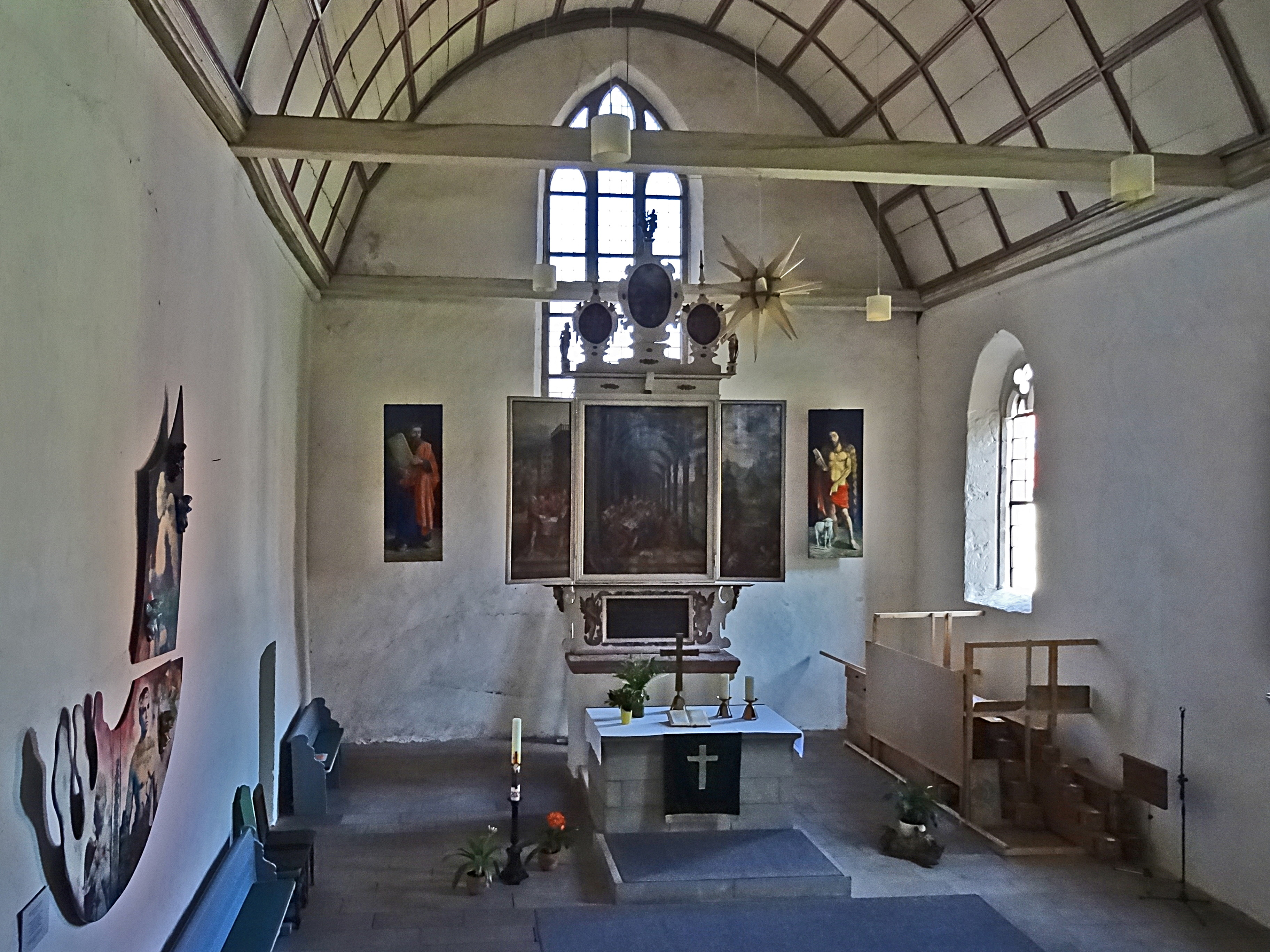
Innenansicht

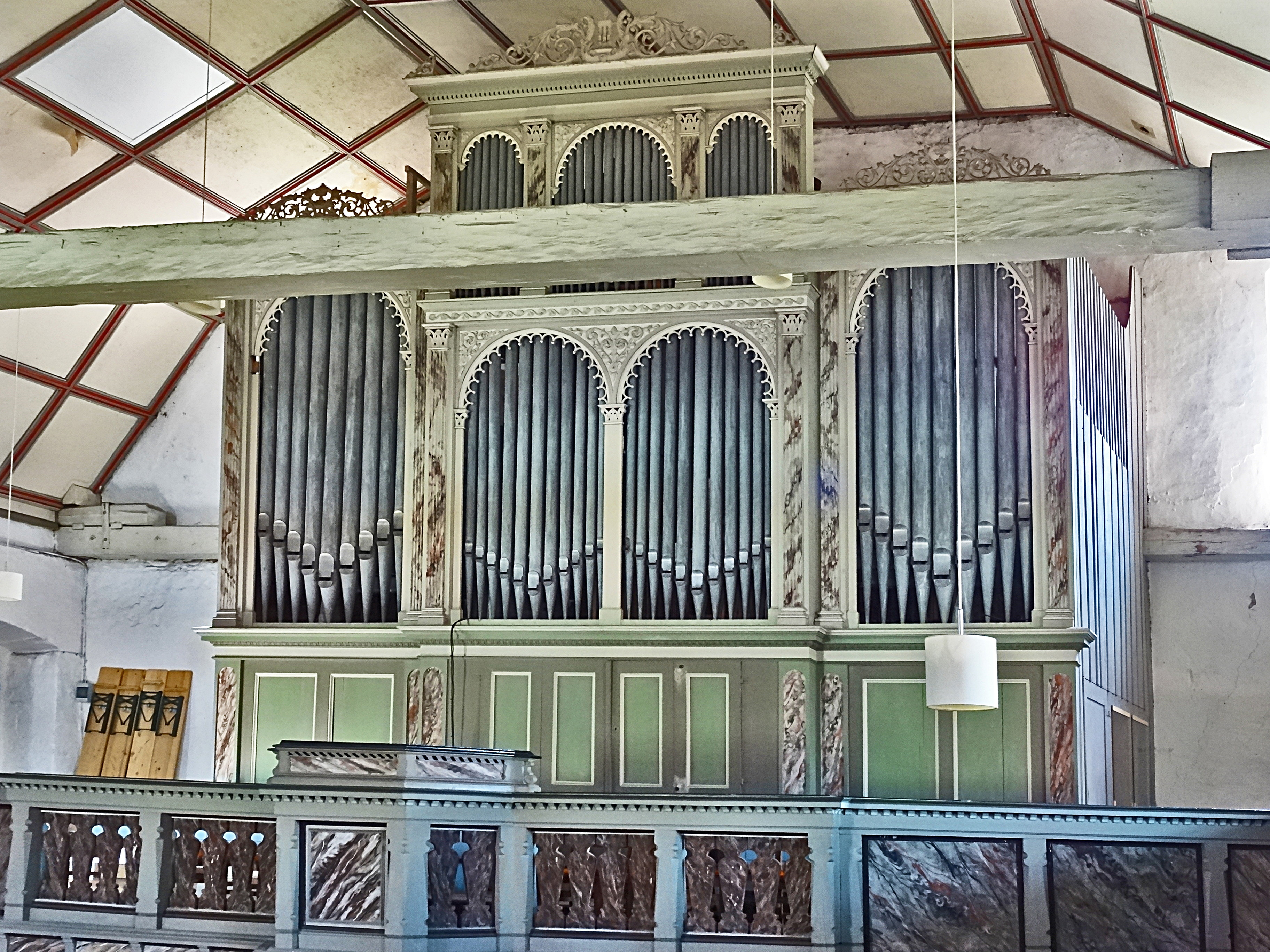
Orgel

Die evangelische Stadtkirche St. Georgii steht in der Stadt Kelbra im Landkreis Mansfeld-Südharz in Sachsen-Anhalt. Sie gehört zum Pfarrbereich Kelbra im Kirchenkreis Eisleben-Sömmerda der Evangelischen Kirche in Mitteldeutschland.

## Geschichte
Die Stadtkirche St. Georgii war die ehemalige Klosterkirche des Zisterzienserinnenklosters Kelbra. Nach einem Brand im Jahr 1607 wurde sie weitgehend neu erbaut. Ihre ältesten Teile stammen aus der Zeit der Klostergründung im 13. Jahrhundert, denn beim Erbauen des Klosters schenkten die Stifter, die Grafen von Beichlingen, dem Kloster die Kirche St. Georgii und St. Martini den Bürgern zu Altendorf.
Die ältesten Reste des ehemaligen Klosters sind der quadratische Kirchturm und die Rundbögen im Kirchenschiff. Auch ein Teil des Klosterkellers und Mauerreste sind noch vorhanden.

## Heutiger Zustand

### Kirchenschiff
Ende des 14. Jahrhunderts erfolgte der Ausbau zu einer Hallenkirche. In der zweiten Hälfte des 16. Jahrhunderts wurde die Kirche zur Stadtkirche umgebaut und durch weitere Baumaßnahmen das heutige Aussehen geschaffen. Ein Großfeuer im Jahre 1607 beschädigte auch die Stadtkirche.
Das Kirchenschiff stellt sich wie folgt dar:
- Der Altar ist aus Sandstein. Ein Ölgemälde von Christian Richter hebt seine Bedeutung mit biblischen Bildern hervor.
- Die Kanzel mit ihrem Korb und ihrem kelchförmigen Unterbau füllt den Raum festlich.
- Das Lesepult aus Alabaster und profiliertem Sockelsims gibt weitere geistliche Impulse.
- Die ehemals dreiseitigen doppelten Emporen mit gemalten Feldern und der Adelsgalerien füllen den Raum.
- 1911 bekam die Kirche eine Zentralheizung. Bei den Bauarbeiten fand man zwei Gräber.

### Kirchturm
Das zum Kirchturm führende Portal ist durch den Blasebalg der Orgel verbaut.
1840 wurde der Turm repariert und ein neuer Knopf mit Wetterfahne angebracht.
Zur Zeit hängen eine Bronzeglocke von 1869 und eine Stahlglocke von 1955 auf dem Turm.
1956 wurde das Turmdach repariert, wobei man die Dokumente aus dem Turmknopf vergangener Zeiten entleerte und wieder ergänzt beilegte.

### Klosterlinde
Die Klosterlinde steht auf dem Kirchplatz, dem ehemaligen Klosterfriedhof, und ist wahrscheinlich 1251 gepflanzt worden.